# Infante
Nella monarchia spagnola e nell'ex monarchia portoghese, infante (al maschile) o infanta (al femminile) è il titolo dato al figlio o alla figlia del sovrano regnante a partire dal secondogenito, ovvero colui che non è l'erede diretto al trono. Sta a indicare che l'infante o l'infanta sono figli del monarca (in Francia si diceva enfants de France).

## Paesi

### Portogallo
Infante del Portogallo (Infanta per le femmine) era il titolo del secondo figlio del legittimo monarca e non diretto erede della corona del Portogallo. Nel senso più ampio, era anche occasionalmente utilizzato per designare tutti i figli di un monarca del Portogallo, compresi coloro che avevano il titolo di principe.
A partire dal regno di re Giovanni IV, la figlia maggiore del re poté anche avere un titolo speciale: principessa di Beira. Dal regno di re Giovanni V le figlie maggiori dei monarchi, se non erano eredi al trono, tornarono a ricevere il semplice titolo di Infantas. Le consorti femminili di infanti del Portogallo guadagnavano automaticamente il titolo nobiliare di infanta.
Il titolo è stato mantenuto anche nella linea di successione al trono del Portogallo.

## Galleria d'immagini

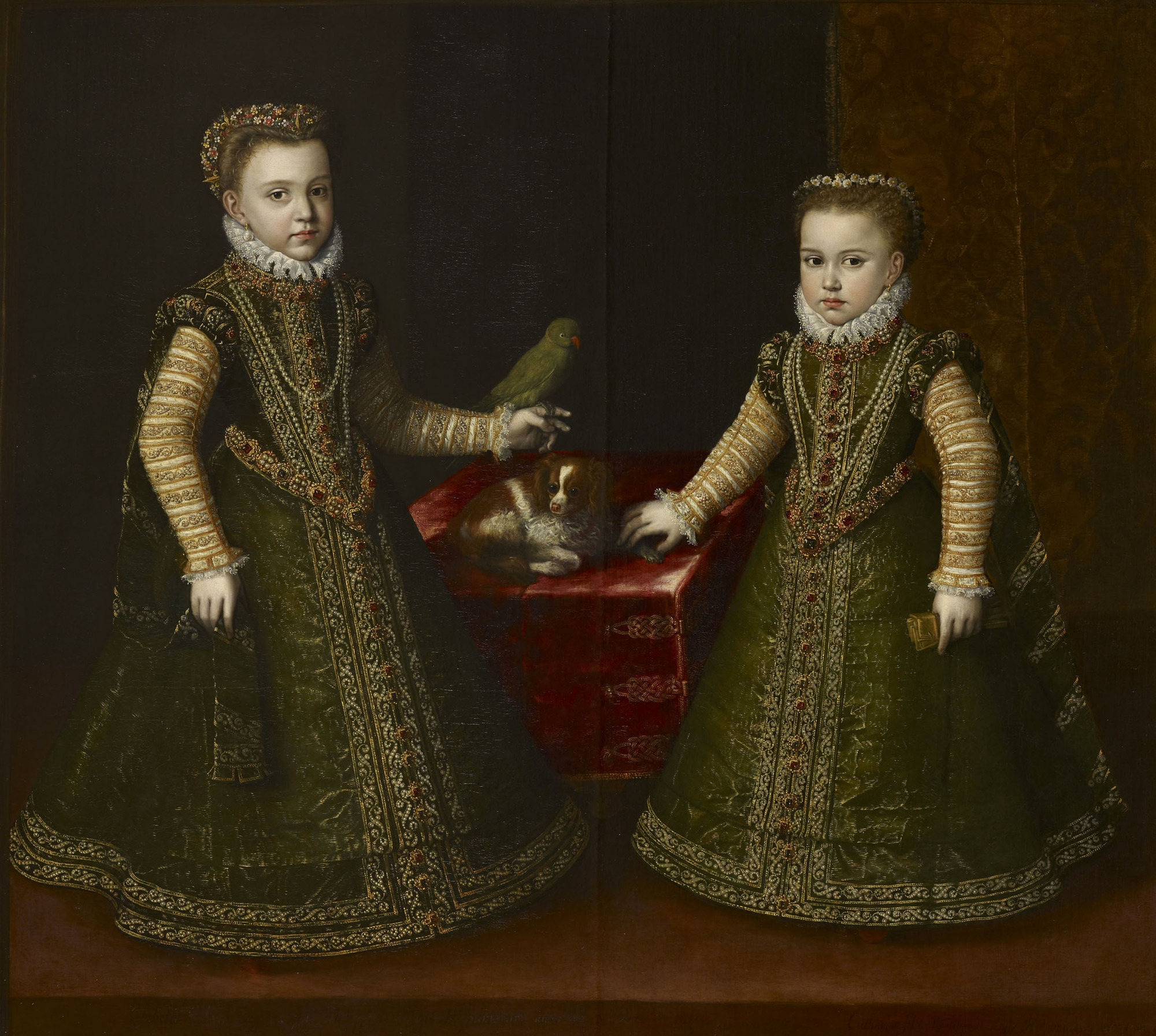
Infante Isabella Clara Eugenia e Caterina Michela, figlie di Filippo II, circa 1570
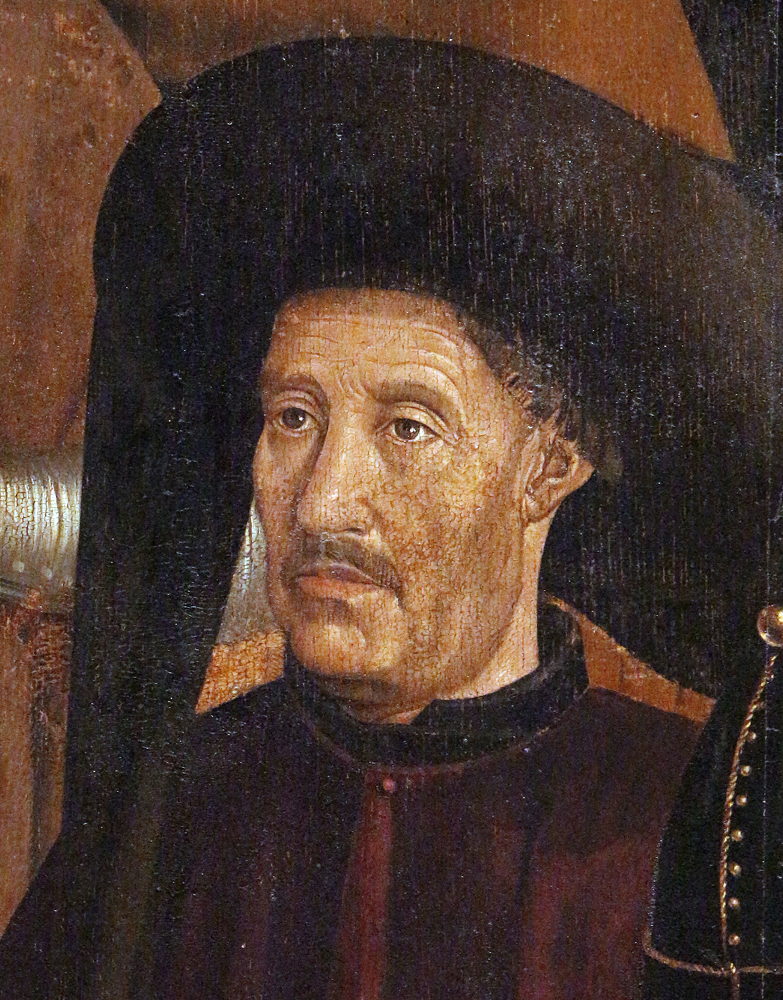
Enrico il Navigatore, Infante del Portogallo
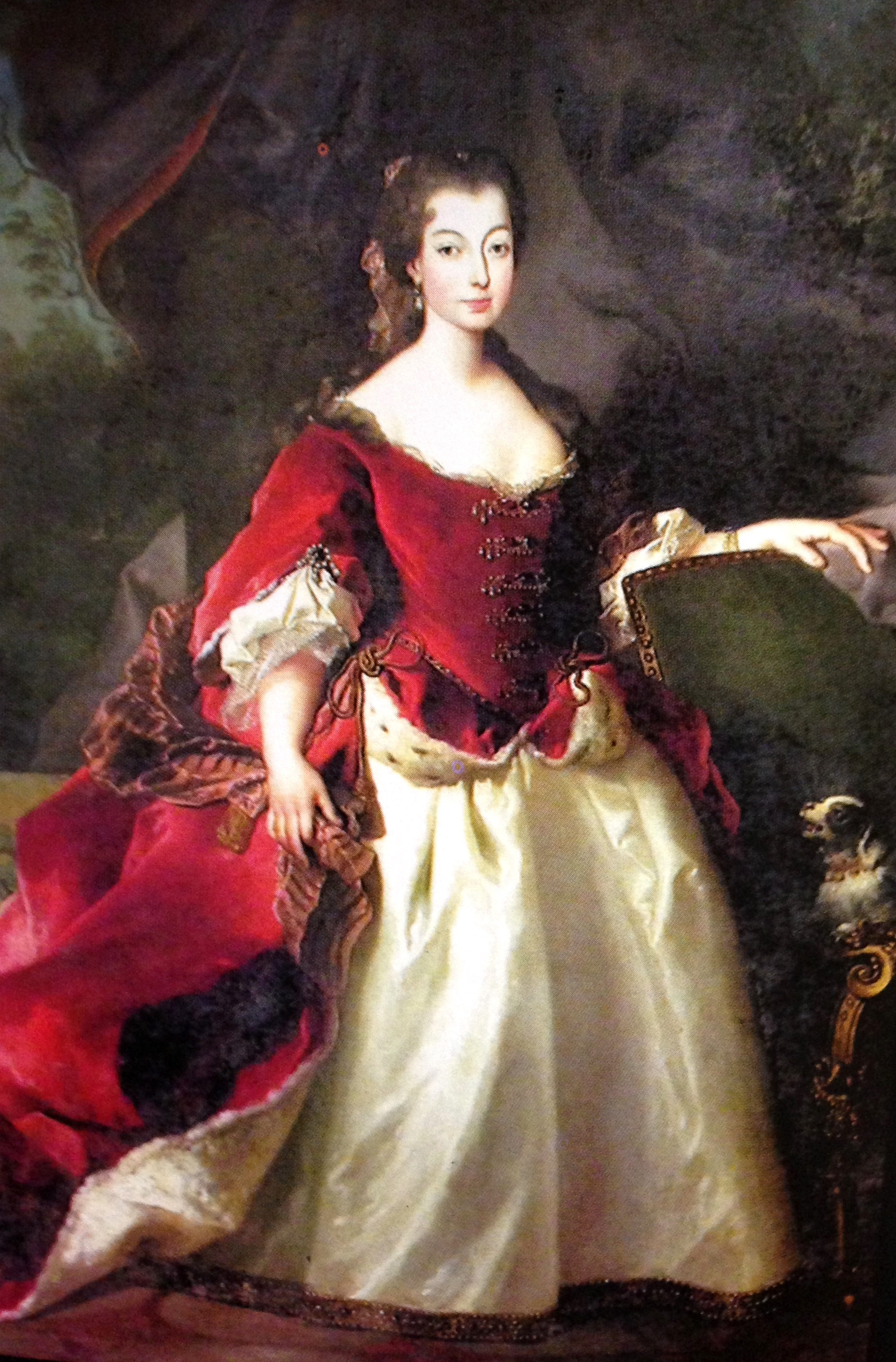
Isabella Luisa di Braganza, Infanta del Portogallo e principessa di Beira